# Остров (Заспенский сельсовет)
Остров (бел. Востраў) — упразднённый посёлок в Заспенском сельсовете Речицкого района Гомельской области Беларуси.

## География

### Расположение
В 19 км на юг от районного центра и железнодорожной станции Речица (на линии Гомель — Калинковичи), 69 км от Гомеля.

## Транспортная сеть
Транспортные связи по просёлочной, затем автомобильной дороге Лоев — Речица. Жилой дом деревянный, усадебного типа.

## История
Основан в 1920-х годах переселенцами из соседних деревень на бывших помещичьих землях. В пользования жителей были 93 га земли. В 1931 году организован колхоз. Во время Великой Отечественной войны 3 жителя погибли на фронте. Согласно переписи 1959 года в составе колхоза имени С. М. Кирова (центр — деревня Свиридовичи).
До 31 октября 2006 года в составе Свиридовичского сельсовета.
13 марта 2015 года посёлок упразднён.

## Население

### Численность
- 2004 год — 1 хозяйство, 2 жителя.

### Динамика
- 1930 год — 13 дворов, 65 жителей.
- 1959 год — 70 жителей (согласно переписи).
- 2004 год — 1 хозяйство, 2 жителя.